# ويب باك
ويب باك (بالإنجليزية: Webpack)‏ هو مُجمع وحدات (modules) لـجافا سكريبت مفتوح المصدر. يُعرف ويب باك بشكل أساسي أنه مُجمع وحدات ثابتة عصري لتطبيقات جافاسكربت. يأخذ الاعتماديات (dependencies) ويولّد رسماً بيانياً يعتمد على تبعية فيسمح لمطوري الويب باستخدام نهج معياري لأغراض تطوير تطبيقات الويب الخاصة بهم. يمكن استخدام أداة الحزم من سطر الأوامر، أو يمكن تهيئتها باستخدام ملف تهيئة يسمى webpack.config.js. مع أن ويب باك مصمم خصيصًا لتعامل مع الجافا سكريت إلا أنه يستطيع التعامل مع أُصول (Assets) واجهات الويب الأمامية (Front-End) HTML ،CS، وحتى الصور وذلك في حال تم تضمين الـLoaders المناسبة له في ملف الـ config.
يحتاج ويب باك إلى (نود جي اس) NodeJS لكي يعمل، وجانب آخر مهم حول ويب باك هو أنه قابل للتوسعة إلى حد كبير عن طريق استخدام الـ Loaders. تسمح الـLoaders للمطورين بكتابة المهام المخصصة التي يريدون تنفيذها عند تجميع الملفات معًا.
يوفر ويب باك التعليمات البرمجية عند الطلب باستخدام تقسيم كود اللقب. تعمل اللجنة الفنية 39 لـ ECMAScript على توحيد وظيفة تقوم بتحميل رمز إضافي: اقتراح - ديناميكي - استيراد.

## خادم ويب باك لوضع التطوير
يُوفر ويب باك أيضًا خادمًا -مبني مسبقًا- في ويب باك نفسه، ويطلق عليه باسم (webpack dev server)، حيث أنه يُستخدم كخادم HTTP، فيقوم بعرض الملفات أثناء علمية التطوير مما يمكن المطور من إلقاء مُعاينة على النتيجة، كما أنه يُوفر ميزة (HMR) تحديث الوحدات الفوري